# Бондар Олександр Миколайович
Олекса́ндр Микола́йович Бо́ндар (нар. 7 січня 1955, місто Київ) — український політик. Народний депутат України. Голова Фонду державного майна України (26 жовтня 1998 — 15 квітня 2003). Міністр економіки та інфраструктури Опозиційного уряду України (з 17 березня 2010).

## Освіта
З 1972 до 1977 року навчався на факультеті кібернетики Київського університету імені Тараса Шевченка за фахом економіст-математик.
Кандидат економічних наук. Кандидатська дисертації «Організаційно-економічний механізм приватизації стратегічних підприємств (на матеріалах промислових підприємств України)» (Київський національний економічний університет, 2001).

## Кар'єра
- Серпень 1977 — жовтень 1978 — інженер-економіст ВТО «Укрголовпостачсистема» Головпостачу УРСР у місті Києві.
- Жовтень 1978 — вересень 1981 — інженер НДІ автоматики.
- Жовтень 1981 — квітень 1987 — старший інженер Центрального НВО «Каскад».
- Квітень 1987 — вересень 1990 — старший інженер, інженер-програміст, НДІ систем автоматизації Центрального НВО «Каскад».
- Вересень 1990 — травень 1991 — головний консультант з питань економіки Московської районної ради міста Києва.
- 1990–1992 — депутат Московської райради міста Києва.
- Травень 1991 — травень 1992 — заступник голови з питань економіки Московський райвиконкому міста Києва.
- Травень 1992 — серпень 1993 — начальник управління приватизації Київської міської державної адміністрації.
- Серпень 1993 — серпень 1994 — заступник голови з питань приватизації Фонду комунального майна міста Києва.
- Серпень 1994 — лютий 1998 — заступник Голови, лютий — листопад 1998 — перший заступник Голови, квітень — жовтень 1998 — в.о. Голови, 26 жовтня 1998 — 15 квітня 2003 — Голова, з квітня 2003 — перший заступник Голови, квітень 2003 — червень 2005[1] — перший заступник Голови у зв'язках з Верховною Радою України, липень 2005[2] — квітень 2006[3] — заступник Голови Фонду державного майна України.

Захоплюється інтелектуальним роком.

## Сім'я
- Батько Микола Миколайович (1921–2001).
- Мати Тетяна Кузьмівна (1922–1994).
- Дружина Вікторія Федорівна (1965) — економіст.
- Син Артем (1978) — юрист.
- Син Геннадій (1990) — юрист-міжнародник.

## Парламентська діяльність
Квітень 2002 — кандидат в народні депутати України від ПЗУ, № 15 в списку. На час виборів: Голова Фонду державного майна України, член ПЗУ.
Народний депутат України 5-го скликання з 25 травня 2006 до 14 червня 2007 від Блоку «Наша Україна», № 37 в списку. На час виборів: заступник Голови Фонду державного майна України, член УРП «Собор». Член фракції Блоку «Наша Україна» (з 25 травня 2006). Член Комітету з питань економічної політики (18 липня 2006 — 25 липня 2006]), заступник голови Спеціальної контрольної комісії з питань приватизації (з 18 липня 2006), голова підкомітету з питань власності та інших речових прав Комітету з питань економічної політики (з 25 липня 2006). 14 червня 2007 достроково припинив свої повноваження під час масового складення мандатів депутатами-опозиціонерами з метою проведення позачергових виборів до Верховна Рада України.
Народний депутат України 6-го скликання з 23 листопада 2007 від Блоку «Наша Україна — Народна самооборона», № 66 в списку. На час виборів: тимчасово не працював, заступник УРП «Собор». Член фракції Блоку «Наша Україна — Народна самооборона» (з 23 листопада 2007). Член Комітету Верховної Ради України з питань економічної політики (26 грудня 2007 — 23 січня 2008), перший заступник голови Спеціальної контрольної комісії з питань приватизації (з 26 грудня 2007), голова підкомітету з питань приватизації державного і комунального майна, націоналізації (реприватизації), банкрутства та управління майном, що перебуває у державній чи комунальній власності Комітету Верховної Ради України з питань економічної політики (з 23 січня 2008).

## Нагороди та державні ранги
Заслужений економіст України (з серпня 1999). Орден «За заслуги» III (2002), II ступеня (січень 2005).

## Публікації
- Екс-голова ФДМ Олександр Бондар: Так, реприватизація [Архівовано 2 квітня 2015 у Wayback Machine.] // Сергій Лямець, ЕП — Четвер, 27 лютого 2014, 01:13
- Олександр Бондар: Якщо посиплеться імперія Ахметова — завалиться країна [Архівовано 2 квітня 2015 у Wayback Machine.] // Сергій Лямець, Сергій Щербина, ЕП — Понеділок, 16 липня 2012, 10:12